# Enacje
Enacje – patologiczne wyrostki na liściach, będące skutkiem zaburzeń w gospodarce hormonami roślinnymi. Powstają wskutek porażenia przez wirusy. Enacje są rodzajem dziwotworów. Np. u wiśni porażonej nekrotyczną pierścieniową plamistością drzew pestkowych w trzecim roku od infekcji enacje pojawiają się na dolnej stronie liści. Mają postać ciemnozielonych, grzebieniastych wyrostków rosnących równolegle do nerwów liścia i prostopadle do jego płaszczyzny.